# 荒尾市立緑ヶ丘小学校
荒尾市立緑ヶ丘小学校（あらおしりつ みどりがおかしょうがっこう）は、熊本県荒尾市荒尾にある公立小学校。

## 沿革
出典
- 1949年（昭和24年） - 三井三池鉱山が社宅在住の子どものために学校を設立し市に譲渡（15学級824名）。
- 1953年（昭和28年） - 荒尾市立中央小学校が本校より、分離独立して開校。
- 1957年（昭和32年） - 校歌制定。
- 1958年（昭和33年） - 創立10周年記念式典挙行。PTAよりピアノ及びテレビが寄贈された。
- 1961年（昭和36年） - 南校舎8教室解体し、普通教室6室と理科室1室が完成。
- 1962年（昭和37年） - 給食室が完成し、学校給食開始。特別献立として、ぜんざいが提供された
- 1963年（昭和38年）11月9日 - 三川鉱山大爆発事故発生。学校とPTAで被災家庭にお悔やみ。
- 1968年（昭和43年） - 創立20周年記念として、庭園と岩石園を設置。
- 1973年（昭和48年） - 体育館落成（600㎡）。
- 1977年（昭和52年） - 学校火災により、2階建6教室が焼失。
- 1980年（昭和55年） - 「友情の碑」設置。
- 1983年（昭和58年） - 校舎改築のためプレハブ校舎へ移転（PTAが2日間協力）。
- 1984年（昭和59年） - 新校舎が完成し、落成式挙行。創立35周年記念誌発行し、新校舎落成記念運動会開催。
- 1989年（平成元年） - 植樹（椿、山茶花、老梅）し、花壇完成。
- 1991年（平成3年） - 視聴覚教室にパソコン22台設置。
- 1995年（平成7年） - アスレチック完成。
- 2003年（平成15年） - PTAふれあい花壇の設置。PTAにより、学校図書室にエアコン設置。
- 2007年（平成19年） - 荒尾市立荒尾第四小学校を統合し、スクールバスの運行開始。
- 2010年（平成22年） - 図書室リニューアルオープン（データベース化）。
- 2011年（平成23年） - PTAより、大型扇風機16台寄贈。
- 2017年（平成29年） - 学校運営協議会（コミュニティ・スクール）発足。
- 2019年（令和元年） - 教室にエアコン設置。また、普通教室及び特別教室に電子黒板を配備。
- 2020年（令和2年） - 1人1台タブレット、AppleTVの導入。
- 2023年（令和5年） - プール改修。

## 歴代校長
- 1949年 - 初代校長
- - 第  代校長

## クラブ活動

### 運動部
- 総合運動部
- バドミントン部
- 女子ミニバスケットボール部

## 学校周辺
- グリーンランド
- 運動公園
- あらおシティモール
- 熊本県立荒尾高等学校